# Projeto Limpar Portugal
O Projecto Limpar Portugal (PLP) é um movimento de cidadãos que tem por objectivo a limpeza das lixeiras ilegais existentes na floresta Portuguesa, no dia 20 de Março de 2010, e através do sucesso desta iniciativa promover uma sensibilização para fomentar comportamentos ambientalmente sustentáveis.

## Início
O movimento Limpar Portugal culminou com uma grande acção de limpeza de Portugal em 20 de Março de 2010 tendo juntado cerca de 100.000 voluntários, foi lançado por Nuno Mendes, Paulo Pimentel Torres e Rui Marinho, tendo sido inspirado no projecto "Let's Do It 2008" que juntou 50000 voluntários no dia 3 de Maio de 2008 na Estónia para removerem 10000 toneladas de lixo.
tratou-se duma das maiores manifestações de cidadania realizadas nos últimos anos em Portugal, tendo conseguido mobilizar a sociedade e contado inclusive com a participação do Presidente da Republica Aníbal Cavaco Silva e da Ministra do Ambiente Dulce Pássaro.
As linhas orientadoras do PLP, foram definidas na 1.ª reunião nacional, a 31 de Julho de 2009, são as seguintes:
1. O PLP tem como objectivo limpar as lixeiras ilegais existentes no espaço florestal de Portugal no dia 20 de Março de 2010.
2. O PLP é um movimento cívico de pessoas em regime de voluntariado.
3. O PLP não aceita doações em dinheiro.
4. O PLP aceita e agradece doações de bens e serviços que possam contribuir para a prossecução do seu objectivo (ex: luvas, sacos de lixo, disponibilização de transportes e/ou máquinas de remoção, etc..).
5. Como única contrapartida, o PLP permitirá a todas as pessoas e instituições que contribuam para o objectivo do mesmo, a utilização do logotipo do PLP na sua comunicação institucional, com a indicação de "Apoia o Projecto Limpar Portugal".
6. O PLP funcionará com uma coordenação nacional e com tantas coordenações regionais (distritais e concelhias) quantas as necessárias.
7. O PLP ficará vinculado pelas decisões tomadas em reuniões presenciais, a realizar pelo menos uma vez por mês em locais a designar, abertas a todos os seus membros.

## Preparativos
O PLP usa como rede social principal a plataforma Ning. Em Novembro de 2009 a rede contava com 14 mil membros inscritos e 334 grupos — praticamente um por concelho, com alguns grupos para coordenações distritais e grupos de interesse especial (por exemplo, escuteiros e escolas).
O trabalho a fazer antes do dia 20 de Março de 2010 consiste em:
- criar estruturas de coordenação a nível concelhio;
- divulgar a iniciativa entre os conhecimentos de cada um, para que as pessoas se registem na rede social;
- fomentar protocolos com todo o tipo de entidades que possam ajudar;
- mapear e classificar as lixeiras existentes em todo o país.

O registo e mapeamento de resíduos teve início a 11 de Novembro de 2009, sendo feito através da plataforma 3rdBlock.net, que conta com o apoio da Universidade de Aveiro.